# ATP-toernooi van Atlanta
Het ATP-toernooi van Atlanta (ook bekend als de Truist Atlanta Open) was een tennistoernooi dat in 2010 zijn eerste editie beleefde. Er wordt gespeeld op de hardcourt outdoorbanen van de Racquet Club of the South.
Van 1988 tot en met 2009 werd dit toernooi in Indianapolis gespeeld onder de naam Indianapolis Tennis Championships. Doordat het toernooi aldaar de laatste drie jaar geen hoofdsponsor meer had en ook een gebrek aan toonaangevende spelers resulterend in teruglopende toeschouwersaantallen werd in december 2009 de licentie verkocht aan een organisator in Atlanta.
De Amerikaan John Isner stond tussen 2010 en 2021, met uitzondering van 2012 en 2019 (in 2020 werd het toernooi niet gehouden), elk jaar in de eindstrijd en won het toernooi zes keer, een toernooirecord.

## Finales

### Enkelspel
| Jaar         | Naam                                    | Winnaar                                | Verliezend finalist                    | Uitslag                                | Details                                |
| ------------ | --------------------------------------- | -------------------------------------- | -------------------------------------- | -------------------------------------- | -------------------------------------- |
| Indianapolis |                                         |                                        |                                        |                                        |                                        |
| 1988         | RCA Championships                       | Boris Becker (1)                       | John McEnroe                           | 6-4, 6-2                               |                                        |
| 1989         | RCA Championships                       | John McEnroe                           | Jay Berger                             | 6-4, 4-6, 6-4                          |                                        |
| 1990         | RCA Championships                       | Boris Becker (2)                       | Peter Lundgren                         | 6-3, 6-4                               | details                                |
| 1991         | RCA Championships                       | Pete Sampras (1)                       | Boris Becker                           | 7-6, 3-6, 6-3                          | details                                |
| 1992         | RCA Championships                       | Pete Sampras (2)                       | Jim Courier                            | 6-4, 6-4                               | details                                |
| 1993         | RCA Championships                       | Jim Courier                            | Boris Becker                           | 7-5, 6-3                               | details                                |
| 1994         | RCA Championships                       | Wayne Ferreira                         | Olivier Delaître                       | 6-2, 6-1                               | details                                |
| 1995         | RCA Championships                       | Thomas Enqvist                         | Bernd Karbacher                        | 6-4, 6-3                               | details                                |
| 1996         | RCA Championships                       | Pete Sampras (3)                       | Goran Ivanišević                       | 7-6, 7-5                               | details                                |
| 1997         | RCA Championships                       | Jonas Björkman                         | Carlos Moyá                            | 6-3, 7-6                               | details                                |
| 1998         | RCA Championships                       | Àlex Corretja                          | Andre Agassi                           | 2-6, 6-2, 6-3                          | details                                |
| 1999         | RCA Championships                       | Nicolás Lapentti                       | Vincent Spadea                         | 4-6, 6-4, 6-4                          | details                                |
| 2000         | RCA Championships                       | Gustavo Kuerten                        | Marat Safin                            | 3-6, 7-6(2), 7-6(2)                    | details                                |
| 2001         | RCA Championships                       | Patrick Rafter                         | Gustavo Kuerten                        | 4-2, opgave                            | details                                |
| 2002         | RCA Championships                       | Greg Rusedski                          | Félix Mantilla                         | 6-7, 6-4, 6-4                          | details                                |
| 2003         | RCA Championships                       | Andy Roddick (1)                       | Paradorn Srichaphan                    | 7-6(2), 6-4                            | details                                |
| 2004         | RCA Championships                       | Andy Roddick (2)                       | Nicolas Kiefer                         | 6-2, 6-3                               | details                                |
| 2005         | RCA Championships                       | Robby Ginepri (1)                      | Taylor Dent                            | 4-6, 6-0, 3-0, opgave                  | details                                |
| 2006         | RCA Championships                       | James Blake                            | Andy Roddick                           | 4-6, 6-4, 7-6(5)                       | details                                |
| 2007         | Indianapolis Tennis Championships       | Dmitri Toersoenov                      | Frank Dancevic                         | 6-4, 7-5                               | details                                |
| 2008         | Indianapolis Tennis Championships       | Gilles Simon                           | Dmitri Toersoenov                      | 6-4, 6-4                               | details                                |
| 2009         | Indianapolis Tennis Championships       | Robby Ginepri (2)                      | Sam Querrey                            | 6-2, 6-4                               | details                                |
| Atlanta      |                                         |                                        |                                        |                                        |                                        |
| 2010         | Atlanta Tennis Championships            | Mardy Fish (1)                         | John Isner                             | 4-6, 6-4, 7-6(4)                       | details                                |
| 2011         | Atlanta Tennis Championships            | Mardy Fish (2)                         | John Isner                             | 3-6, 7-6(6), 6-2                       | details                                |
| 2012         | Atlanta Tennis Championships            | Andy Roddick (3)                       | Gilles Müller                          | 1-6, 7-6(2), 6-2                       | details                                |
| 2013         | Atlanta Tennis Championships            | John Isner (1)                         | Kevin Anderson                         | 6-7(3), 7-6(2), 7-6(2)                 | details                                |
| 2014         | Atlanta Tennis Championships            | John Isner (2)                         | Dudi Sela                              | 6-3, 6-4                               | details                                |
| 2015         | Atlanta Tennis Championships            | John Isner (3)                         | Marcos Baghdatis                       | 6-3, 6-3                               | details                                |
| 2016         | Atlanta Tennis Championships            | Nick Kyrgios                           | John Isner                             | 7-6(3), 7-6(4)                         | details                                |
| 2017         | BB&T Atlanta Open                       | John Isner (4)                         | Ryan Harrison                          | 7-6(6), 7-6(7)                         | details                                |
| 2018         | BB&T Atlanta Open                       | John Isner (5)                         | Ryan Harrison                          | 5-7, 6-3, 6-4                          | details                                |
| 2019         | BB&T Atlanta Open                       | Alex de Minaur (1)                     | Taylor Fritz                           | 6-3, 7-6(2)                            | details                                |
| 2020         | BB&T Atlanta Open                       | Geen toernooi wegens de coronapandemie | Geen toernooi wegens de coronapandemie | Geen toernooi wegens de coronapandemie | Geen toernooi wegens de coronapandemie |
| 2021         | Truist Atlanta Open                     | John Isner (6)                         | Brandon Nakashima                      | 7-6(8), 7-5                            | details                                |
| 2022         | Truist Atlanta Open presented by Fiserv | Alex de Minaur (2)                     | Jenson Brooksby                        | 6-3, 6-3                               | details                                |
| 2023         | Truist Atlanta Open presented by Fiserv | Taylor Fritz                           | Aleksandar Vukic                       | 7–5, 6–7(5), 6–4                       | details                                |
| 2024         | Truist Atlanta Open presented by Fiserv | Yoshihito Nishioka                     | Jordan Thompson                        | 6–4, 6–7(2), 6–2                       | details                                |

### Dubbelspel
| Indianapolis |                                           |                                        |                                        |                                        |
| 1988         | Rick Leach Jim Pugh                       | Ken Flach Robert Seguso                | 4-6, 6-3, 6-4                          |                                        |
| 1989         | Pieter Aldrich Danie Visser               | Peter Doohan Laurie Warder             | 7-5, 7-6                               |                                        |
| 1990         | Scott Davis (1) David Pate                | Grant Connell Glenn Michibata          | 4-6, 6-2, 6-2                          | details                                |
| 1991         | Ken Flach Robert Seguso                   | Kent Kinnear Sven Salumaa              | 6-4, 6-3                               | details                                |
| 1992         | Jim Grabb (1) Richey Reneberg (1)         | Grant Connell Glenn Michibata          | 4-6, 6-2, 7-6                          | details                                |
| 1993         | Scott Davis (2) Todd Martin               | Ken Flach Rick Leach                   | 3-6, 6-3, 6-2                          | details                                |
| 1994         | Todd Woodbridge Mark Woodforde            | Jim Grabb Richey Reneberg              | 6-4, 6-2                               | details                                |
| 1995         | Mark Knowles (1) Daniel Nestor (1)        | Scott Davis Todd Martin                | 6-3, 7-5                               | details                                |
| 1996         | Jim Grabb (2) Richey Reneberg (2)         | Petr Korda Cyril Suk                   | 6-0, 7-5                               | details                                |
| 1997         | Michael Tebbutt Mikael Tillström          | Jonas Björkman Nicklas Kulti           | 7-6, 7-5                               | details                                |
| 1998         | Jiří Novák David Rikl                     | Mark Knowles Daniel Nestor             | 7-5, 4-6, 6-1                          | details                                |
| 1999         | Paul Haarhuis Jared Palmer                | Olivier Delaître Leander Paes          | 6-3, 6-4                               | details                                |
| 2000         | Lleyton Hewitt Sandon Stolle              | Jonas Björkman Maks Mirni              | 6-2 3-6 6-3                            | details                                |
| 2001         | Mark Knowles (2) Brian MacPhie            | Mahesh Bhupathi Sébastien Lareau       | 7-6(5), 5-7, 6-4                       | details                                |
| 2002         | Mark Knowles (3) Daniel Nestor (2)        | Mahesh Bhupathi Maks Mirni             | 7-6(4), 6-7(5), 6-4                    | details                                |
| 2003         | Mario Ančić Andy Ram                      | Diego Ayala Robby Ginepri              | 2-6, 7-6(3), 7-5                       | details                                |
| 2004         | Jordan Kerr Jim Thomas                    | Wayne Black Kevin Ullyett              | 6-7(5), 7-6(3), 6-3                    | details                                |
| 2005         | Paul Hanley Graydon Oliver                | Simon Aspelin Todd Perry               | 6-2, 3-1, opgave                       | details                                |
| 2006         | Bobby Reynolds Andy Roddick               | Paul Goldstein Jim Thomas              | 6-4, 6-4                               | details                                |
| 2007         | Juan Martín del Potro Travis Parrott      | Tejmoeraz Gabasjvili Ivo Karlović      | 3-6, 6-2, [1-6]                        | details                                |
| 2008         | Ashley Fisher Tripp Phillips              | Scott Lipsky David Martin              | 3-6, 6-3, [10-5]                       | details                                |
| 2009         | Ernests Gulbis Dmitri Toersoenov          | Ashley Fisher Jordan Kerr              | 6-4, 3-6, [11-9]                       | details                                |
| Atlanta      |                                           |                                        |                                        |                                        |
| 2010         | Scott Lipsky Rajeev Ram                   | Rohan Bopanna Kristof Vliegen          | 6-3, 6-7(4), [12-10]                   | details                                |
| 2011         | Alex Bogomolov Jr. Matthew Ebden (1)      | Matthias Bachinger Frank Moser         | 3-6, 7-5, [10-8]                       | details                                |
| 2012         | Matthew Ebden (2) Ryan Harrison           | Xavier Malisse Michael Russell         | 6-3, 3-6, [10-6]                       | details                                |
| 2013         | Édouard Roger-Vasselin Igor Sijsling      | Colin Fleming Jonathan Marray          | 7-6(6), 6-3                            | details                                |
| 2014         | Vasek Pospisil Jack Sock                  | Steve Johnson Sam Querrey              | 6-3, 5-7, [10-5]                       | details                                |
| 2015         | Bob Bryan (1) Mike Bryan (1)              | Colin Fleming Gilles Müller            | 4-6, 7-6(2), [10-4]                    | details                                |
| 2016         | Andrés Molteni Horacio Zeballos           | Johan Brunström Andreas Siljeström     | 7-6(2), 6-4                            | details                                |
| 2017         | Bob Bryan (2) Mike Bryan (2)              | Wesley Koolhof Artem Sitak             | 6-3, 6-4                               | details                                |
| 2018         | Nicholas Monroe John-Patrick Smith        | Ryan Harrison Rajeev Ram               | 3-6, 7-6(5), [10-8]                    | details                                |
| 2019         | Dominic Inglot Austin Krajicek            | Bob Bryan Mike Bryan                   | 6-4, 6-7(5), [11-9]                    | details                                |
| 2020         | Geen toernooi wegens de coronapandemie    | Geen toernooi wegens de coronapandemie | Geen toernooi wegens de coronapandemie | Geen toernooi wegens de coronapandemie |
| 2021         | Reilly Opelka Jannik Sinner               | Steve Johnson Jordan Thompson          | 6-4, 6-7(6), [10-3]                    | details                                |
| 2022         | Thanasi Kokkinakis Nick Kyrgios           | Jason Kubler John Peers                | 7-6(4), 7-5                            | details                                |
| 2023         | Nathaniel Lammons (1) Jackson Withrow (1) | Max Purcell Jordan Thompson            | 7–6(3), 7–6(4)                         | details                                |
| 2024         | Nathaniel Lammons (2) Jackson Withrow (2) | André Göransson Sem Verbeek            | 4–6, 6–4, [12-10]                      | details                                |

## Statistieken

### Meervoudige winnaars enkelspel
| Nr. | Speler         | Aantal titels | Jaren                              |
| --- | -------------- | ------------- | ---------------------------------- |
| 1.  | John Isner     | 4             | 2013, 2014, 2015, 2017, 2018, 2021 |
| 2.  | Pete Sampras   | 3             | 1991, 1992, 1996                   |
| 2.  | Andy Roddick   | 3             | 2003, 2004, 2012                   |
| 4.  | Boris Becker   | 2             | 1988, 1990                         |
| 4.  | Robby Ginepri  | 2             | 2005, 2009                         |
| 4.  | Mardy Fish     | 2             | 2010, 2011                         |
| 4.  | Alex de Minaur | 2             | 2019, 2022                         |

Bijgewerkt t/m 2024

### Aantal enkelspeltitels per land
| Nr. | Land                | Aantal titels |
| --- | ------------------- | ------------- |
| 1.  | Verenigde Staten    | 20            |
| 2.  | Australië           | 4             |
| 2.  | Zweden              | 2             |
| 2.  | Duitsland           | 2             |
| 5.  | Frankrijk           | 1             |
| 5.  | Rusland             | 1             |
| 5.  | Verenigd Koninkrijk | 1             |
| 5.  | Brazilië            | 1             |
| 8.  | Ecuador             | 1             |
| 8.  | Spanje              | 1             |
| 8.  | Japan               | 1             |
| 8.  | Zuid-Afrika         | 1             |

Bijgewerkt t/m 2024
Indianapolis: 1988 · 1989 · 1990 · 1991 · 1992 · 1993 · 1994 · 1995 · 1996 · 1997 · 1998 · 1999 · 2000 · 2001 · 2002 · 2003 · 2004 · 2005 · 2006 · 2007 · 2008 · 2009 · Atlanta: 2010 · 2011 · 2012 · 2013 · 2014 · 2015 · 2016 · 2017 · 2018 · 2019 · 2020 · 2021 · 2022 · 2023 · 2024
ITF-toernooien (mannen en vrouwen)

ATP-toernooien (mannen) – ATP-seizoen 2025

WTA-toernooien (vrouwen) – WTA-seizoen 2025

Voormalige toernooien mannen
Voormalige toernooien vrouwen
Voormalige amateurtoernooien